# Nesolagus
Nesolagus és un gènere de lagomorfs asiàtics. El gènere conté les dues espècies següents:
- Conill de Sumatra (Nesolagus netscheri)
- Nesolagus timminsi

Es diferencien de la resta de lepòrids per les ratlles que tenen al pelatge. S'alimenten pasturant i brostejant la vegetació del seu entorn.